# Stefan Hahn
Stefan Ludwik Hahn (ur. 20 lutego 1921 w Poznaniu zm. 13 sierpnia 2020 w Warszawie) – polski profesor nauk technicznych specjalizujący się w metrologii elektromagnetycznej, radioelektronice i radiokomunikacji. Członek korespondent krajowy Polskiej Akademii Nauk od 1986 roku, członek rzeczywisty tej instytucji od 2002 roku. Pracownik Instytutu Radioelektroniki i Technik Multimedialnych Politechniki Warszawskiej, członek Warszawskiego Towarzystwa Naukowego oraz Komitetu Elektroniki i Telekomunikacji Wydziału Nauk Technicznych PAN. Absolwent Wydziału Elektrycznego PW (rocznik 1949). W 1958 uzyskał stopień doktora, cztery lata później habilitował się. Stopień profesora nauk technicznych nadano mu w 1965 roku. Opracował zestaw wysokostabilnych wzorców kwarcowych, które zostały wykorzystane w Radiostacji Centralnej w Raszynie i w Konstantynowie.
Powstaniec warszawski, żołnierz Służby Łączności w Wydziale Łączności Okręgu Warszawskiego AK  o pseudonimach "Stefański" oraz "Stefan".

## Życiorys
Był synem Konrada Hahna, wyższego radcy w poznańskim starostwie krajowym (zm. 1935), oraz Anieli ze Smodlibowskich (zm. 1981). Do 1939 roku mieszkał z rodziną w Poznaniu. 1 września (w dniu wybuchu wojny) znalazł się w Warszawie, chcąc zdawać na Wydział Elektryczny miejscowej Politechniki. Egzamin jednak nie odbył się. Na początku października wrócił do Poznania, by niedługo później (wskutek przesiedlenia) na krótko zamieszkać w Częstochowie. Po przeprowadzce do Warszawy pracował w fabryce aparatów elektrycznych Szpotańskiego oraz studiował w Państwowej Wyższej Szkole Budowy Maszyn i Elektrotechniki im. Hipolita Wawelberga i Stanisława Rotwanda. Ukończył ją, uzyskując tym samym tytuł technika. Po zlikwidowaniu szkoły przez Niemców zatrudniono go w dziale produkującym radiostacje  w zakładach Philipsa. W 1942 roku wstąpił do Armii Krajowej, gdzie został szefem magazynu rezonatorów kwarcowych Wydziału Łączności Okręgu Warszawskiego AK. Magazyn ten zorganizował w swoim mieszkaniu przy ulicy Mokotowskiej 41/22.
Pochowany na cmentarzu Powązki Wojskowe w Warszawie (kwatera A21-3-8).

## Wybrane prace i publikacje
Miał w swoim dorobku następujące prace, oraz publikacje:
- Podstawy radiokomunikacji
- Rozkłady klasy Cohena sygnałów wielowymiarowych i ich zastosowania
- Wielowymiarowa analiza dyskryminacyjna w zastosowaniu do badania, w dziedzinie czasu, niestabilności elektrycznej serca
- Odporne i silnie zgodne metody i algorytmy identyfikacji sygnałów

## Nagrody i wyróżnienia
Uhonorowano go następującymi nagrodami i wyróżnieniami:
- Zespołową Nagrodą Państwową pierwszego stopnia (1966),
- Zespołową Nagrodą Państwową drugiego stopnia (1972),
- Nagrodą Naukową Prezesa Rady Ministrów (1998),
- Krzyżem Oficerskim Orderu Odrodzenia Polski,
- Medalem Komisji Edukacji Narodowej (1978).